# Јирген Колер
Јирген Колер (6. октобар 1965, Ламбсхајм) је бивши немачки фудбалер, који је играо на позицији одбрамбеног играча. Од 2018. тренира омладински тим Викторије Келн.

## Клупска каријера
Колер је професионалну каријеру почео у Валдхоф Манхајму, где је дебитовао у Бундеслиги априла 1984. Године 1987. прелази у Келн, где након добрих игара 2 године прелази у славни Бајерн Минхен, са којима је већ прве сезоне освојио титулу Бундеслиге. Године 1991. прелази у Јувентус, где остаје 4 године. За време проведено у Јувентусу Колер осваја Куп УЕФА сезоне 1992/93, као и дуплу круну у Италији 1994/95.
После Јувентуса, Колер се вратио у Немачку и заиграо за Борусију Дортмунд, клуб против ког је играо финале Купа УЕФА 1992/93. У првој сезони за Борусију је освојио Бундеслигу, а следеће сезоне, 1996/97, помогао је Борусији да освоји Лигу шампиона. Занимљиво је да је у финалу Борусија играла са Јувентусом, бившим Колеровим клубом. У својој последњој играчкој сезони 2001/02. је са Борусијом освојио Бундеслигу, а дошао је и до финала Купа УЕФА. У финалу Купа УЕФА, против Фајенорда, добио је црвени картон већ у 31. минуту утакмице.

## Репрезентативна каријера
За репрезентацију Немачке је наступио 105 пута, игравши на 3 Светска првенства и 3 Европска првенства. Са Немачком је освојио Светско првенство 1990. и Европско првенство 1996, а на Европском првенству 1992. је Немачка заузела 2. место. Европско првенство 1996. је започео као капитен, али се већ у 14. минуту прве утакмице повредио, па је тако пропустио наредне мечеве.

## Трофеји
Бајерн Минхен
- Бундеслига: 1989/90

Јувентус
- Серија А: 1994/95
- Куп Италије: 1994/95
- Куп УЕФА: 1992/93

Борусија Дортмунд
- Бундеслига: 1995/96, 2001/02
- Суперкуп Немачке: 1995, 1996
- Лига шампиона: 1996/97
- Интерконтинентални куп: 1997

Немачка
- Светско првенство: 1990
- Европско првенство: 1996

Индивудални
- Део најбољег тима Европског првенства: 1992
- Најбољи фудбалер у Немачкој: 1997